# محوطه ناوقلا
محوطه ناوقلا مربوط به دوران پیش از تاریخ ایران باستان - دوران‌های تاریخی پس از اسلام است و در شهرستان بیجار، بخش مرکزی، روستای خاندانقلی واقع شده و این اثر در تاریخ ۲۴ فروردین ۱۳۸۲ با شمارهٔ ثبت ۸۰۳۱ به‌عنوان یکی از آثار ملی ایران به ثبت رسیده است.